# Număr Erdős

Dacă Alice colaborează cu Erdős la un articol și cu Bob la altul, dar Bob niciodată nu a colaborat cu Erdős însuși, atunci Bob are numărul Erdős 2, fiind la doi „pași” de Erdős.

Prin număr Erdős (API: /ɛrdøːʃ/), conferit în onoarea matematicianului ungar Paul Erdős (1913 - 1996), considerat unul dintre cei mai prolifici autori de articole de matematică din toate timpurile, se înțelege un mod de a descrie „distanța de colaborare” relativă,  referitoare la scrierea de articole matematice dintre un anumit autor de astfel de lucrări și Erdős.

## În afara matematicii

### Număr Stringfield
Similar, numărul Stringfield este o aplicare a aceleiași idei în domeniul ufologie, cercetarea obiectelor zburătoare neindentificate, conectând într-o rețea socială pe cei care au co-investigat sau co-studiat fenomenele UFO împreună cu Leonard H. Stringfield, din anii săi târzii. 

### Anectodica numărului Erdős
Se spune în glumă că faimosul jucător american de baseball Hank Aaron ar avea un număr Erdős 1 pentru că atât el cât și Erdős au semnat pe aceeași minge de basebal în ziua când Emory University i-a premiat simultan pe ambii cu un doctorat onorific. 
Conform datelor din iunie 2007, departamentul de matematică al University of Memphis, Tennessee avea cei mai mulți angajați cu un număr Erdős 1 dintre toate departamentele de matematică al oricărei universități din lume.  În ordine alfabetică, acești matematicieni sunt Béla Bollobás, Ralph Faudree, Jeno Lehel, Cecil C. Rousseau și Richard Schelp.  Trei dintre aceștia sunt printre primii zece cei mai frecvenți colaboratori direcți ai lui Erdős.